# David Hernández de la Fuente
David Hernández de la Fuente (Madrid, 1974) es un escritor, traductor y profesor universitario español especializado en la antigüedad clásica.

## Trayectoria profesional
Autor de obra narrativa, con Las puertas del sueño (2005) obtuvo el VIII Premio de Arte Joven de la Comunidad de Madrid y ha publicado desde entonces numerosos relatos en revistas literarias y antologías. Su novela experimental Continental (2007) fue acogida por la crítica como la obra de "uno de los más vigorosos representantes de la nueva narrativa española" (El País, Babelia, 20 de septiembre de 2008). En 2010 fue galardonado con el Premio "Valencia" de narrativa en castellano de la Institución Alfons el Magnànim (Diputación de Valencia) por su novela A cubierto (2011).   
Como ensayista, David Hernández de la Fuente ha trabajado sobre literatura y antigüedad clásica y su recepción, con libros como Oráculos griegos (2008), De Galatea a Barbie (2010), Vidas de Pitágoras (2011), De Prometeo a Frankenstein (2012), Historia del pensamiento político griego (2014),  Civilización griega (2014) o El despertar del alma. Dioniso y Ariadna. Mito y misterio (2017), entre otros. 
También destaca su actividad como traductor especializado en literatura clásica (Dionisíacas de Nono de Panópolis, Editorial Gredos 2001-2008, Vidas Paralelas. Vol. V de Plutarco, Editorial Gredos 2007) y medieval (Cantar de Ruodlieb, Celeste 2002). Ha traducido o editado y anotado otros autores (Platón, Píndaro, Voltaire, Nicos Cavadías, etc.).
Colabora habitualmente en numerosas revistas de literatura e historia, ejerce la crítica literaria en diversas publicaciones (Cuadernos Hispanoamericanos, Revista de Libros, El País o La Razón (España)) y es autor de numerosos artículos en revistas de su especialidad. Es asesor de antigüedad clásica en la revista Historia National Geographic.
Es licenciado en Filología Clásica, Filología Hispánica y Derecho, y Doctor en Filología Clásica y en Historia social de la antigüedad. Ha sido investigador visitante en diversas universidades de Europa y Estados Unidos, y profesor en la Facultad de Humanidades, Comunicación y Documentación de la Universidad Carlos III de Madrid, y en los Departamentos de Historia Antigua de la Universidad de Potsdam y de la Universidad Nacional de Educación a Distancia (UNED). En la actualidad es catedrático en el Departamento de Filología Clásica de la Universidad Complutense de Madrid.

## Premios y distinciones
- Premio de Arte Joven de la Comunidad de Madrid (2004) por el libro Las puertas del sueño.
- Premio de la Fundación Pastor de Estudios Clásicos (2005).
- Premio Valencia de narrativa en castellano de la Institución Alfons el Magnànim (2010) por el libro A cubierto.
- Vidas de Pitágoras: Mejor libro del año (sección "Vidas ajenas") en «Babelia» (El País, 2011)
- Burgen Scholarship Award 2014 de la Academia Europæa
- Premio Acción Cívica por las Humanidades 2022.

## Obra

### Narrativa
- El origen del vellocino de oro (Mitología. Gredos-RBA, Barcelona 2017). ISBN 978-84-473-8894-3.
- El regreso de los Heraclidas (Mitología. Gredos-RBA, Barcelona 2017). ISBN 978-84-473-9099-1.
- La caverna de las cigarras (Literaturas Com Libros, Madrid 2014). ISBN 978-84-939184-9-1.
- s/t (s/t, Berlín 2011). ISBN 978-3-9814768-0-4.
- A cubierto (Nowtilus, Madrid 2011). ISBN 978-84-99671-85-7.
- Continental (Kailas, Madrid 2007). ISBN 978-84-89624-33-7.
- 'El último dálmata' en Inmenso estrecho. Cuentos sobre inmigración (Kailas, Madrid 2005 y Puzzle, Madrid 2006). ISBN 978-84-934491-3-1 e ISBN 978-84-89746-08-4 (bolsillo).
- Las puertas del sueño (Kailas, Madrid, 2005). ISBN 978-84-934072-7-8. 2.ª edición (Musa a las 9, Madrid 2011 ISBN 978-84-15222-07-1).

### Ensayo
- 100 fragmentos del mundo clásico. Del mito a la historia, Editorial Ariel, Madrid 2024). ISBN 978-84-344-3809-5
- Pequeña historia mítica de España, (Alianza Editorial, Madrid 2024). ISBN 978-84-1148-640-8.
- Prolegómenos a una ciencia de la antigüedad, Editorial Síntesis, Madrid 2023). ISBN 978-84-1357-238-3.
- El hilo de oro. Los clásicos en el laberinto de hoy, Editorial Ariel, Madrid 2021). ISBN 978-84-344-3349-6.
- Hipatia de Alejandría. Vida, contexto y enseñanzas de la última filósofa de la Antigüedad (El País, Madrid 2019). ISBN 987-84-9907-095-7.
- El despertar del alma. Dioniso y Ariadna: Mito y Misterio, (Editorial Ariel, Barcelona 2017). ISBN 9788434425835. Segunda ed. corregida y aumentada (Editorial Ariel, Barcelona 2025). ISBN 978-84-344-3881-1.
- Mitología clásica (Alianza Editorial, Madrid 2015). ISBN 978-84-9104-029-3.
- El mito de Orfeo. Estudio y tradición poética (con Carlos García Gual), (Fondo de Cultura Económica, Madrid 2015). ISBN 978-84-375-0718-7.
- Nomos ágraphos, Nomos éngraphos. Estudios de Derecho griego y romano (con Javier Alvarado Planas, Raquel López Melero y Ana Rodríguez González), (Dykinson, Madrid 2015). ISBN 978-84-9085-360-3.
- Breve historia política de la Grecia clásica (con Pedro Barceló), (Escolar y Mayo editores, Madrid 2015). ISBN 978-84-16020-30-0.
- Civilización griega (con Raquel López Melero), (Alianza Editorial, Madrid 2014). ISBN 978-84-206-9343-9.
- Breve Historia de Bizancio (Alianza Editorial, Madrid 2014). ISBN 978-84-2068334-8.
- Vidas de Pitágoras (Ediciones Atalanta, Vilaür 2011). ISBN 978-84-938466-6-4. Segunda edición corregida y aumentada (Ediciones Atalanta, Vilaür 2014). ISBN 978-84-940941-7-0. Tercera edición aumentada (Ediciones Atalanta, Vilaür 2020). ISBN 978-84120743-5-2. Cuarta edición aumentada (Ediciones Atalanta, Vilaür 2025). ISBN 978-84-128423-8-8.
- Las máscaras del hidalgo (Delirio Ediciones, Salamanca 2010). ISBN 978-84-937495-7-6. Segunda edición corregida y aumentada (Las máscaras del hidalgo. Una lectura dionisíaca del Quijote, Guillermo Escolar Editor, Madrid 2022). ISBN 978-84-18981-65-4.
- Bakkhos Anax. Un estudio sobre Nono de Panópolis (Nueva Roma, 30, CSIC, Madrid 2008). ISBN 978-84-00-08693-0.
- Oráculos griegos (Alianza Editorial, Madrid 2008). Segunda edición corregida y aumentada (Alianza Editorial, Madrid 2019). ISBN 978-84-9181-393-4.
- La mitología contada con sencillez (Maeva, Madrid, 2005). ISBN 978-84-96231-52-8.
- Lovecraft. Una mitología (ELR, Madrid, 2004). ISBN 978-84-87607-13-4. Segunda edición corregida y aumentada Editorial Materia oscura, Madrid 2017. ISBN 978-84-943945-3-9. Tercera edición conmemorativa, Editorial Materia oscura, Madrid 2024.ISBN 978-8412703429.

### Libros (co)editados
- Shaping the "Divine Man" Holiness, Charisma and Leadership in the Graeco-Roman World (coeditado con Marco Alviz Fernández), Franz Steiner Verlag, Stuttgart 2023. ISBN 978-3-515-13398-2
- Breve historia política del mundo clásico (con Pedro Barceló) (Escolar y Mayo editores, Madrid 2017). ISBN 9788416020973.
- De ὅρος a limes: el concepto de frontera en el mundo antiguo y su recepción (coeditado con Marco Alviz Fernández), (Escolar y Mayo editores, Madrid 2017). ISBN 9788417134037.
- De Orfeo a David Lynch: Mito, Simbolismo y Recepción. Ensayos y ficciones (coeditado con Fernando Broncano), (Escolar y Mayo editores, Madrid  2015). ISBN 978-84-16020-47-8.
- New Perspectives on Late Antiquity in the Eastern Roman Empire (coeditado con Ana de Francisco Heredero y Susana Torres Prieto), (Cambridge Scholars Publishing, Newcastle 2014). ISBN 978-1-4438-6395-7.
- Historia del pensamiento político griego: teoría y praxis (con Pedro Barceló), (Editorial Trotta, Madrid 2014). ISBN 978-84-9879-540-0.
- El espejismo del bárbaro. Ciudadanos y extranjeros al final de la Antigüedad (coeditado con David Álvarez Jiménez y Rosa Sanz Serrano), (Biblioteca Potestas, n.1, Universitat Jaume I, Castellón 2013). ISBN 978-84-8021-913-6.
- The Theodosian Age (AD 379-455): Power, Place, Belief and Learning at the End of the Western Empire (coeditado con Rosa García-Gasco y Sergio González Sánchez), (Archaeopress, Oxford 2013). ISBN 978-1-4073-1107-4.
- De Prometeo a Frankenstein: autómatas, ciborgs y otras creaciones más que humanas (coeditado con Fernando Broncano), (Ediciones Evohé, Madrid  2012). ISBN 978-84-15415-19-0.
- New Perspectives on Late Antiquity (ed.) (Cambridge Scholars Publishing, Newcastle 2011). ISBN 978-1-4438-2718-8.
- De Galatea a Barbie: Autómatas, robots y otras figuras de la construcción femenina (coeditado con Fernando Broncano), (Lengua de Trapo, Madrid  2010). ISBN 978-84-8381-068-2.
- Cuadernos del abismo: homenaje a H.P. Lovecraft (coeditado con Fernando Broncano), (Literaturas.Com Libros, Madrid  2008). ISBN 978-84-612-3962-7. Segunda edición revisada y ampliada (Literaturas Com Libros, Madrid  2009). ISBN 978-84-613-2333-3.

### Traducciones
- Epicteto, Manual de vida, Arpa Editores, Barcelona, 2024. ISBN 978-84-10313-17-0.
- Marco Aurelio, Meditaciones, Arpa Editores, Barcelona, 2023. ISBN 978-84-19558-33-6.
- Nicos Cavadías, La Cruz del Sur. Poesía completa, Alianza Editorial, Madrid, 2021. ISBN 978-84-1362-245-3.
- Pedro Barceló, Alejandro Magno, Alianza Editorial, Madrid, 2011. ISBN 978-84-206-5350-1.
- Nono de Panópolis, Dionisíacas. Cantos XXXVII-XLVIII (Biblioteca Clásica Gredos, 370), Editorial Gredos, Madrid, 2008. ISBN 978-84-249-0214-8.
- Plutarco, Vidas paralelas. Vol. V: Cimón-Lúculo (Biblioteca Clásica Gredos, 362), Editorial Gredos, Madrid, 2007. ISBN 978-84-249-2870-4.
- Bryan Ward-Perkins, La caída de Roma y el fin de la civilización (traducido en colaboración con Manuel Cuesta), Espasa Calpe, Madrid, 2007. ISBN 978-84-670-2363-3.
- Nono de Panópolis, Dionisíacas. Cantos XXV-XXXVI (Biblioteca Clásica Gredos, 319), Editorial Gredos, Madrid, 2004. ISBN 978-84-249-2703-5
- Anónimo medieval, Cantar de Ruodlieb, Celeste, Madrid 2002. ISBN 978-84-8211-339-5. 2.ª edición revisada y corregida (Musa a las 9, Madrid 2010 ISBN 978-84-15222-02-6)
- Nono de Panópolis, Dionisíacas. Cantos XIII-XXIV (Biblioteca Clásica Gredos, 286), Editorial Gredos, Madrid, 2001. ISBN 978-84-249-2288-7